# Duke of Gordon’s Monument

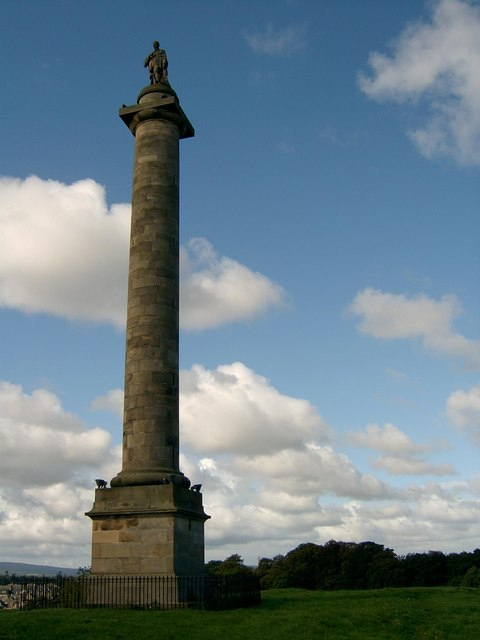
Duke of Gordon’s Monument

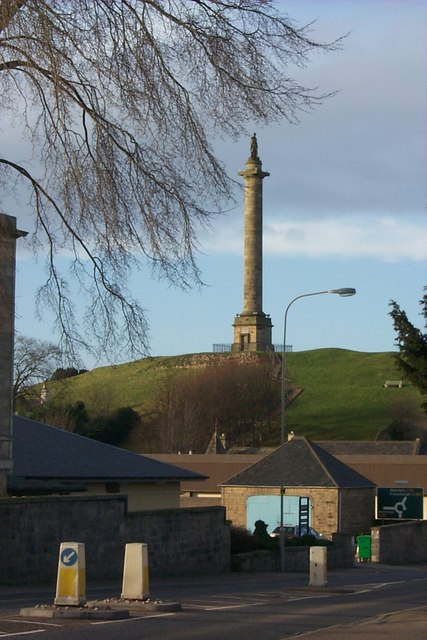
Panorama von der A941 aus gesehen.

Die Duke of Gordon’s Monument ist ein Denkmal in der schottischen Kleinstadt Elgin in der Council Area Moray. 1981 wurde das Bauwerk in die schottischen Denkmallisten in der höchsten Denkmalkategorie A aufgenommen.

## Geschichte
Mit George Gordon, 5. Duke of Gordon verstarb 1836 der letzte Duke of Gordon der ersten Verleihung. Ihm zu Gedenken wurde dieses Monument errichtet. Für den Entwurf zeichnet der in Edinburgh ansässige schottische Architekt William Burn verantwortlich. Für diese Arbeit verzichtete Burn auf ein Honorar. Das Denkmal wurde zunächst ohne Statue ausgeführt. Testamentarisch vermachte Alexander Craig of Craigton einen Betrag zur Schaffung einer Skulptur, welche der Morayshire Farmers Club aufstockte. Die von Alexander Handyside Ritchie entworfene Statue führte der in Elgin ansässige Steinmetz Thomas Goodwillie 1855 aus.

## Beschreibung
Das Duke of Gordon’s Monument nimmt eine prominente Position auf dem Lady Hill im historischen Zentrum Elgins abseits der A96 ein. Es besteht aus einer rund 27 Meter hohen toskanischen Säule, die auf einem Postament ruht. Oberhalb der Basis durchmisst die Säule etwas über zwei Meter. Im Inneren führt eine Wendeltreppe zur abschließenden Plattform. Auf dieser ruht eine Statue des Dukes of Gordon in der Robe des Kanzlers des Marischal Colleges in Aberdeen. Ein gusseiserner Zaun umfriedet das Postament.